# Prionodon densus
Prionodon densus là một loài Rêu trong họ Prionodontaceae. Loài này được (Sw. ex Hedw.) Müll. Hal. miêu tả khoa học đầu tiên năm 1844.